# Erebia philiata
Erebia philiata är en fjärilsart som beskrevs av Hans Fruhstorfer 1917. Erebia philiata ingår i släktet Erebia och familjen praktfjärilar. Inga underarter finns listade i Catalogue of Life.